# Deutschsprachige Presse in den Niederlanden
Eine deutschsprachige Presse in den Niederlanden in Form einer Tages- oder Wochenpresse hat sich außerhalb des heutigen Grenzraums später als andere Strukturen herausgebildet, lange Zeit standen einer Entstehung eine Reihe von Hindernissen im Weg. Die nationalsozialistische Machtübernahme von 1933 führte in den Niederlanden zur Gründung von Exilblättern. Nach der Besetzung des Landes im Jahr 1940 mussten diese aufgegeben werden, nun folgten sowohl eine Besatzungszeitung als auch eine Widerstandspresse. Seit dem Ende des Zweiten Weltkriegs gibt es in den Niederlanden keine deutschsprachige Presselandschaft mehr, Neu- und Wiedergründungen waren meist nur von kurzer Dauer. Merkmale der deutschsprachigen Medien in den Niederlanden waren je nach Titel Kurzlebigkeit, geringe Verbreitung, Abhängigkeit von Subventionierung oder erzwungene Einstellung aufgrund äußerer Widrigkeiten, die dauerhafte Etablierung eines bedeutenden Vertreters gelang nicht.

## Hindernisse zur Etablierung einer deutschsprachigen Presse und der Sonderfall Herzogtum/Provinz Limburg

Zeitungskopf des Limburger Courier von 1868.

Anzeige für die Kirchrather Volkszeitung.

Innerhalb der deutschen Gemeinde in den Niederlanden ist eine deutschsprachige Presse später als andere Institutionen entstanden, so kam es bereits 1620 zur Gründung der ältesten deutschsprachigen Kirchengemeinde als Teil der niederländisch-reformierten Kirche, auch existierten seit Mitte des 19. Jahrhunderts deutsche Schulen, doch die Randstad mit ihrer großen wirtschaftlichen Bedeutung blieb zunächst ohne deutschsprachige Zeitung. Eine Ausnahme bildete die während der Revolte gegen die Oranier von 1785 bis 1787 herausgegebene Holländische Zeitung, die sich nach dem Willen ihres niederländischen Gründers „falschen Vorstellungen der Deutschen“ gegenüber den Niederlanden entgegenstellen sollte (dementsprechend der Untertitel Wahrheit und Tugend zum Ziel). Sie erschien zweimal wöchentlich unter der Mitarbeit eines deutschen Amsterdamer Pfarrers, der die Texte übersetzte.
Eine Sonderstellung nimmt das Herzogtum Limburg ein, das bis 1866 Teil des Deutschen Bundes, aber doch in erster Linie eine niederländische Provinz war. Ab 1847 erschien in Heerlen als Nachfolger einer wenig erfolgreichen niederländischsprachigen Wochenzeitung der Limburger Courier, der im Oktober 1868, möglicherweise, um ganz Südlimburg zu erreichen, zur Sprache seines Vorgängers zurückkehrte. Um der deutschsprachigen Leserschaft entgegenzukommen, erhielt die Zeitung ab September 1869 eine entsprechende Beilage. Später erschien in Kerkrade wöchentlich von 1907 bis 1911 die Kirchrather Volkszeitung. Der kurzlebige niederländischsprachige Nachfolger Nieuwe Kerkraadsche Courant enthielt noch für eine längere Zeit deutsche Inserate, Leserbriefe und Feuilletons. Das nach dem Ersten Weltkrieg für einige Jahre erscheinende Limburger Tageblatt befasste sich kaum mit Limburg und war ansonsten inhaltlich identisch mit dem Aachener Echo der Gegenwart, wahrscheinlich richtete es sich an die in der Provinz lebenden deutschen Bergarbeiter. In Vaals gab es ab 1902 den in deutscher Frakturschrift gedruckten Limburger Volksfreund. Bis in die 1930er Jahre erschien der zweisprachige Vaalser Anzeiger, der möglicherweise ein Nachfolger des Limburger Volksfreunds war und ein deutschsprachiges Kirchenblatt enthielt.
Für das im Rest des Landes lange Fehlen einer deutschsprachigen Presse gab es mehrere Gründe: Bis 1869 gab es den Dagbladzegel (Zeitungsstempel), dieser stand für die hohe Besteuerung von Zeitungen in den Niederlanden. Dies alleine erschwerte bereits die Gründung und Etablierung einer deutschsprachigen Zeitung. Auch war es zum Beispiel nicht möglich, gleichzeitig eine katholische und protestantische Leserschaft zu gewinnen (siehe hierzu auch den sich damals in den Niederlanden herausbildenden Partikularismus in Form der Versäulung). Prinzipiell gab es zwar Blätter wie die Kölnische Zeitung in den Niederlanden zu kaufen, diese waren aber durch die Steuer sehr teuer. Ausländische Zeitungen konnten aber in Gesellschaftsvereinen und Kaffeehäusern gelesen werden, des Weiteren auch in den Lesegesellschaften, die während des 19. Jahrhunderts in den Niederlanden sehr beliebt waren.

## Abschaffung des Zeitungsstempels und Presse bis zur Machtergreifung in Deutschland von 1933

Sonderausgabe der Deutschen Wochenzeitung für die Niederlande und Belgien (1918)

Die Abschaffung des Dagbladzegel sorgte dafür, dass Zeitungen erheblich günstiger wurden. Die deutschsprachige Presse der zweiten Hälfte des 19. Jahrhunderts war jedoch zunächst fast vollständig auf den Handelsplatz Niederlande bezogen, so gab es den Wöchentlichen Marktbericht sowie die Handels- und Schiffahrts-Zeitung, Allgemeine Kaffeezeitung, Holländische Nachrichten Zeitung für Handel, Industrie, Kunst und Wissenschaft und Niederländische Handels- und Schiffahrts-Zeitung.
Seit 1893 erschien in Haarlem, später in Amsterdam die Deutsche Wochenzeitung in den Niederlanden (ab 1906 Deutsche Wochenzeitung für die Niederlande und Belgien), eine Gründung des gebürtigen Bayern August Prell, der sich eine Zeit lang in der Kolonialarmee in Niederländisch-Indien verdingt hatte. Diese konnte sich jedoch nur mit Mühe über Wasser halten und wurde während des Ersten Weltkriegs von deutscher Seite aus subventioniert, da eine Einstellung der Zeitung zu jener Zeit als nicht ratsam erschien. Sie war bisweilen für den einen oder anderen Konflikt „gut“, das ging von einem Prozess, den Prell 1900 gegen einen ehemaligen Mitarbeiter führte, der eine Deutsche Anti-Prellerei-Zeitung in den Niederlanden veröffentlicht hatte, bis hin zu einer Beschwerde Walther Rathenaus, der über die Art der Darstellung seiner Person sehr verärgert war. Trotz ihrer verhältnismäßig langen Existenz dürfte die Wirkung der Zeitung außerhalb der deutschen Leserschaft gering gewesen sein, in niederländischer pressehistorischer Literatur wird sie zuweilen gar nicht erwähnt.
1911 kam noch eine weitere Wochenzeitung, die Deutsche Zeitung in Amsterdam, hinzu, die auch außerhalb der Niederlande verbreitet wurde. Chefredakteur war der Deutsch-Österreicher Heinrich Poeschl, der sich aus Wien aufgrund einer Zuchthausstrafe abgesetzt hatte. Auffällig war das Blatt durch seine antikatholischen und antisemitischen Tiraden. Auch attackierte Poeschl seinen Konkurrenten Prell wegen angeblichen geschäftsschädigen Verhaltens. Generalkonsul Rienacker investierte laut Prell, zu dem er kein gutes Verhältnis hatte, aus eigener Tasche in die Zeitung, was aber deren Ende nach einem Jahr nicht verhinderte.
Während der letzten Monate des Ersten Weltkriegs gaben in den Niederlanden internierte Deutsche eine Gefangenenzeitung heraus. Die Deutsche Zeitung erschien in Den Haag in teils halbmonatlicher, teils monatlicher Erscheinungsweise. Nach dem Krieg verkürzte die Deutsche Wochenzeitung für die Niederlande und Belgien ihren Namen auf Deutsche Wochenzeitung für die Niederlande, zur Frage nach dem Grund, beispielsweise ob sie wegen des Krieges nicht mehr erscheinen konnte, finden sich bislang keine Angaben.
1931 gab es eine weitere kurzlebige Neugründung, die Rotterdamer Niederländische Wochenschau. Deutsche Zeitung für Rotterdam, Den Haag und Dordrecht. Auch die Amsterdamer Deutsch-niederländische Rundschau blieb zwei Jahre später nur für kurze Zeit auf dem Markt.

## Deutsche Exilblätter seit 1933 und Presse während der deutschen Besatzung im Zweiten Weltkrieg

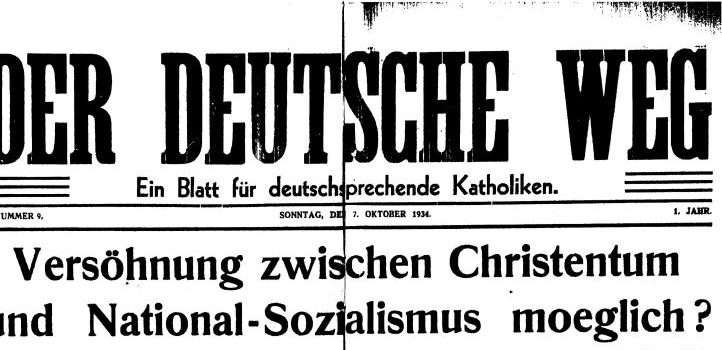
Eine Titelseite des deutschen Exilorgans Der Deutsche Weg von 1934

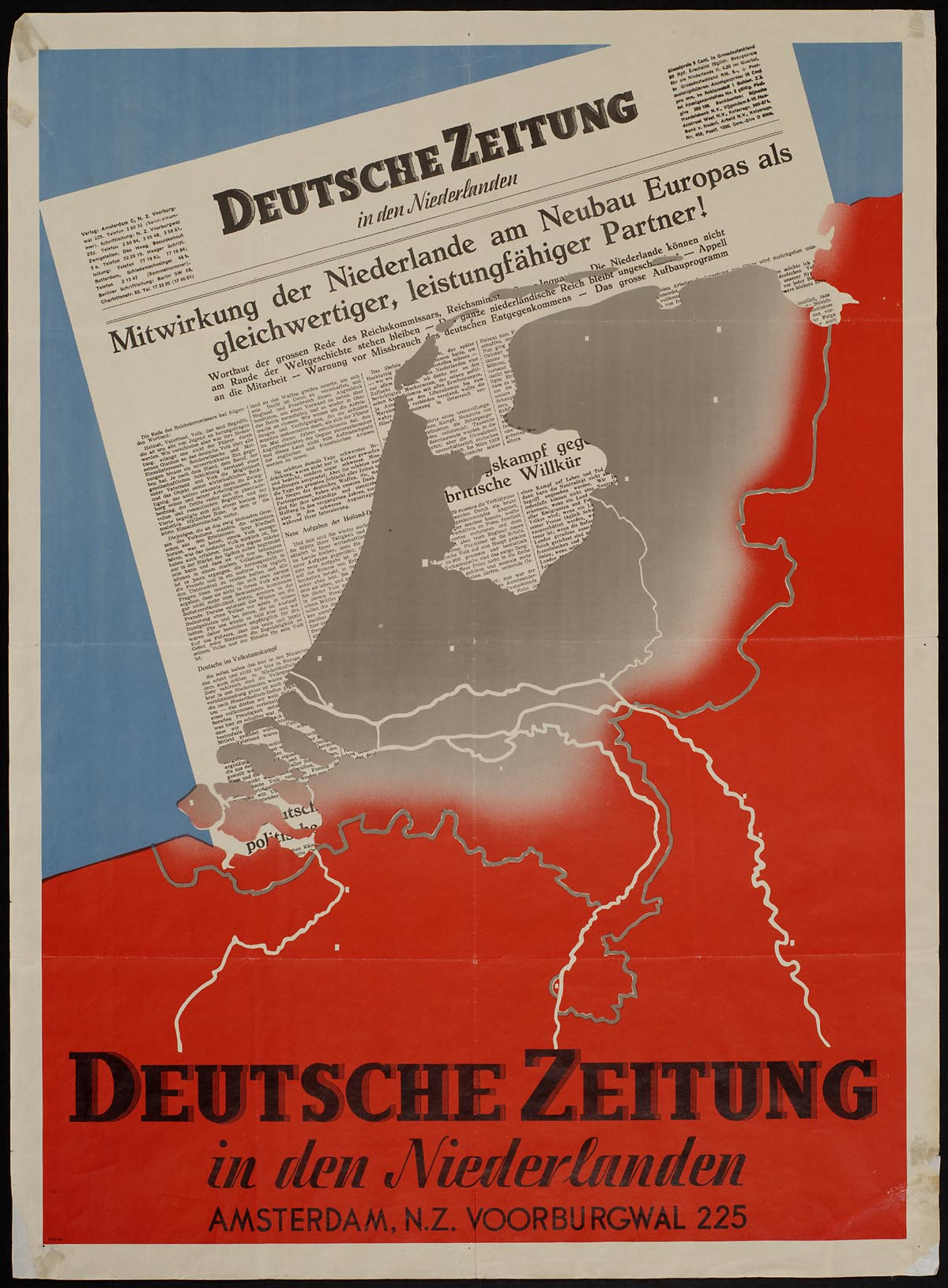
Werbeplakat für die Deutsche Zeitung in den Niederlanden (1940)

Nach der Machtergreifung in Deutschland wurden die Niederlande zum Erscheinungsort einiger Exilorgane; bekannt geworden sind insbesondere das sozialdemokratische Exilblatt Freie Presse, die von Klaus Mann im herausgegebene Literaturzeitschrift Die Sammlung und die vom Jesuiten Friedrich Muckermann und Josef Steinhage gegründete Wochenschrift Der Deutsche Weg. Wolfgang Cordan gab zusammen mit den niederländischen Autoren Gerard den Brabander und Jac. van Hattum unter Beteiligung u. a. von Yvan Goll und Odd Eidem 1939 den mehrsprachigen Centaur heraus, von dem aber vor dem Krieg nur zwei Ausgaben erschienen.
Die Freie Presse entstand als Idee innerhalb der sozialdemokratischen Partei SDAP. Im Juli 1933 als Wochenzeitung mit großen Ambitionen und einer deutschen Redaktion gestartet, deren Leitung in den Händen von Helmut Kern und Emil Groß lag, wollte man vor allem das Grenzgebiet erreichen. Die Prager Exilführung der SPD Sopade steuerte jedoch keine finanzielle Unterstützung bei, finanziert wurde die Zeitung zunächst durch die Gewerkschaft NVV, die SDAP und den Verlag De Arbeiderspers. Die Zeitung lief schlechter als gedacht, NVV und SDAP sprangen wieder ab. Schwierige Arbeitsbedingungen – politische Betätigung Deutscher war in den Niederlanden offiziell verboten, weshalb die Redaktion anonym agierte – taten ein Übriges. Die Zeitung wurde im Januar 1934 eingestellt.
Klaus Mann konnte für seine im Amsterdamer Querido Verlag unter dem Patronat André Gides, Aldous Huxleys und seines Onkels Heinrich Mann erscheinende Literaturzeitschrift Die Sammlung zunächst zahlreiche prominente Autoren gewinnen, darunter seinen Vater Thomas Mann. In der ersten Ausgabe gab Klaus Mann überraschend bekannt, mit der Zeitschrift auch politische Ambitionen zu verfolgen. Dies führte zur Intervention deutscher Verlage gegenüber Mitarbeitern der Zeitschrift, da ein Bekenntnis zur Sammlung zu einem Erscheinungsverbot in Deutschland führen konnte. Daraufhin kam es zur Distanzierung Thomas Manns sowie Alfred Döblins, René Schickeles und Stefan Zweigs. Die Zeitschrift wurde dennoch fortgesetzt, konnte aber nicht genügend Exemplare absetzen und wurde im August 1935 eingestellt.
Friedrich Muckermann und Josef Steinhage gründeten den ab August 1934 erscheinenden Deutschen Weg als Nachfolger von Muckermanns Katholischen Nachrichten und Steinhages katholischer, kleiner Deutschen Post für Holland. Diese war zum Schluss praktisch bankrott gewesen, obwohl sie durch die niederländische Sektion der Internationalen Gemeinschaft zum Schutz der weiblichen Jugend allen deutschen Vereinen empfohlen worden war (der Verband hatte dabei die zahlreichen (katholischen) deutschen Dienstmädchen im Land im Sinn gehabt). Die Zeitung sollte eine Unvereinbarkeit von Nationalsozialismus und Christentum aufzeigen. Großem deutschen Druck, finanziellen Problemen, Spitzeln und anderen Schwierigkeiten ausgesetzt, andererseits mancherlei Hilfe erhaltend, erzwang erst der deutsche Westfeldzug die Einstellung des Deutschen Wegs, selbst nachdem Muckermann zeitweise von Rom aus arbeiten und ein Niederländer als offizieller Chefredakteur eingesetzt werden musste. Eine größere Wirkung konnte die Zeitung allerdings nicht erzielen.
Das nationalsozialistische Deutschland überließ den Exilanten aber nicht ohne weiteres das Feld und publizierte seit dem 4. März 1939 über den niederländischen Teil der NSDAP (AO), der Reichsdeutschen Gemeinschaft, die Reichsdeutschen Nachrichten in den Niederlanden, die jedoch von unerheblicher Bedeutung waren. Die Deutsche Wochenzeitung hatte sich nach 1933 unter die neue Ordnung gestellt.
Die Situation änderte sich schlagartig mit der Besetzung der Niederlande im Jahr 1940. Bereits drei Wochen nach der Kapitulation des Landes erschien in Amsterdam an allen Wochentagen als Ersatz für die Reichsdeutschen Nachrichten die Deutsche Zeitung in den Niederlanden, die Ansässige, Soldaten und Besatzungspersonal wie Niederländer gleichermaßen zu erreichen und im Sinne des NS-Regimes zu beeinflussen versuchte; ihre Versuche, den Niederländern den Nationalsozialismus nahezubringen, blieben jedoch erfolglos. Daneben erschienen noch die Soldatenzeitungen Marine in Holland und Zeeländer Wachtposten, letzterer war inhaltsgleich mit einer Reihe von Soldatenzeitungen, die für die Atlantikküste bestimmt waren. Für die Deutsche Wochenzeitung bedeutete die neue Situation das Aus, sie wurde im Frühjahr 1942 eingestellt. August Prells Sohn Hans Prell, der die Zeitung übernommen hatte, verlagerte seine Aktivitäten auf die seit 1941 durch die Niederländisch-Deutsche Kulturgemeinschaft herausgegebene Monatsschrift der Niederländisch-Deutschen Kulturgemeinschaft (niederländischer Titel Maandblad der Nederlandsch-Duitsche Kultuurgemeenschap. erst ab 1942 mit dem Namenszusatz „Monatsschrift“), die bis 1944 bestand.
Außer der Besatzungspresse gab es auch eine deutschsprachige Untergrundpresse wie das gleichnamige Organ der Hollandgruppe Freies Deutschland und das Mitteilungsblatt der Interessengemeinschaft Antifaschistischer Deutscher; in den letzten Tagen der Besatzung kamen auch eine Reihe von Versuchen, mittels Flugblättern die deutschen Soldaten zum Aufgeben zu bewegen, hinzu, Beispiele hierfür sind die Freie Presse – Deutsche Ausgabe für die Wehrmacht, Nachrichten für die Truppen und Deutsche Soldatenzeitung für die Niederlande. Ein Sonderfall stellt Das Freie Wort dar. Diese Zeitung war die Idee des untergetauchten Soldaten (eigentlich Journalisten) Karl Ernst Eikens, die er zusammen mit einem niederländischen Widerständler druckte und vor allem in Deutschland verteilen wollte. Eikens wurde jedoch bereits nach seinem Grenzübertritt verhaftet und erschossen. Spätestens mit der deutschen Kapitulation von 1945 kam es zum Ende aller vorgenannten Publikationen.

## Kurzlebige Neu- und Wiedergründungen nach dem Zweiten Weltkrieg, verbliebene Publikationen
Centaur erfuhr nach dem Zweiten Weltkrieg eine kurze Wiedergeburt mit einer teilweise anderen Redaktion, aber noch unter Beteiligung Cordans. Ansonsten kam es seitdem hin und wieder zu Versuchen, ein neues Medium zu etablieren, was jedoch ohne Erfolg blieb. Das galt für die deutsch-niederländische Gemeinschaftszeitung Quod, die 1962 kostenlos an Schulen geliefert wurde wie auch für die Illustrierten Aha – Das aktuelle Holland-Erlebnis (1994) sowie das Holland-Magazin (2009), die, als Lifestylemagazine konzipiert, von niederländischen Verlagen herausgegeben und beiderseits der Grenze vertrieben, sich ebenfalls nicht etablieren konnten.
Von 1950 bis 2007 erschien mit fünf Ausgaben im Jahr die Zeitschrift Castrum Peregrini, die seit 1962 von der gleichnamigen Stiftung getragen wurde und sich mit Literatur, Kunst- und Geistesgeschichte befasste; da sie mit einem kartonierten Einband versehen war, fällt sie hier jedoch etwas aus dem Rahmen.
Es existieren noch einige auf ein spezielles Publikum ausgerichtete Publikationen wie die Amsterdamer Beiträge zur älteren Germanistik bzw. neueren Germanistik sowie Gemeindebriefe deutschsprachiger Kirchengemeinden, wobei für erstere das zu Castrum Peregrini Gesagte gilt. Von den genannten Ausnahmen abgesehen kann jedoch seit dem Zweiten Weltkrieg die Ära einer deutschsprachigen Presse in den Niederlanden bis auf weiteres als erloschen angesehen werden.